# Wijnegem

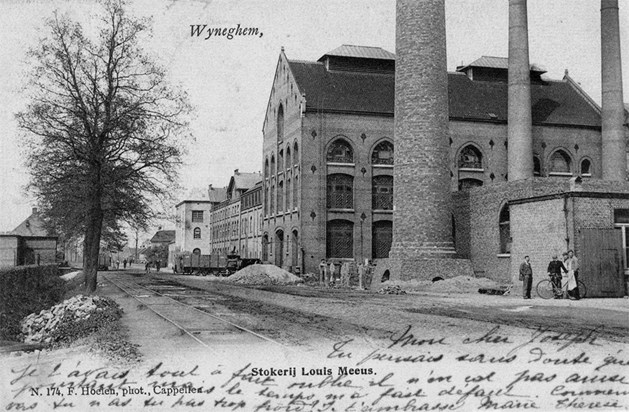
De voormalige site van Stokerij Meeus

Wijnegem is een plaats en gemeente in de Belgische provincie Antwerpen. De gemeente ligt in het Schijnbekken en telt sinds 2020 meer dan 10.000 inwoners. Binnen de gemeentegrenzen liggen geen andere kernen. Wijnegem behoort tot het kieskanton Zandhoven en het gerechtelijk kanton Schilde.

## Toponymie
Het toponiem Wijnegem is tweeledig en bestaat uit de woorddelen Wijne- en gem. Beide vinden hun oorsprong in het Frankisch.
- Wijne verwijst naar de Wini. Een Frankische familie die zich tijdens de Frankische landname in deze streek vestigden. Mogelijks verwijst Wini naar het voormalige stamhoofd van deze familie.
- -Gem is een veel voorkomende afkorting die kan terug gevoerd worden naar ingahaim. Dit betekent zoveel als het heem van of het huis van. In vroegere tijden werden nederzettingen vaak genoemd naar een belangrijke bewoner of oprichter van de nederzetting.

De naam Wijnegem kan dan ook verklaard worden als woning van de familie van Wini.

## Geschiedenis
Archeologische opgravingen hebben uitgewezen dat er al in de Gallo-Romeinse periode een kleine nederzetting op het grondgebied van de huidige gemeente bestond. De oudste vermelding van het dorp dateert uit 1161, in een oorkonde van de Abdij van Tongerlo. Tot 1559 behoorde Wijnegem toe aan de hertog van Brabant. De oude kerk van Wijnegem stond aan de huidige Oude Sluisstraat. Deze brandde af in 1562, de nieuwe kerk werd gebouwd op de locatie van de huidige kerk. In 1542 werd het dorp geplunderd en gedeeltelijk verwoest tijdens de doortocht van Maarten van Rossum. Gedurende de Spaanse Successieoorlog was het Franse hoofdkwartier gevestigd in het dorp.

## Geografie

### Aangrenzende gemeenten
| Aangrenzende gemeenten | Aangrenzende gemeenten | Aangrenzende gemeenten | Aangrenzende gemeenten | Aangrenzende gemeenten |
| ---------------------- | ---------------------- | ---------------------- | ---------------------- | ---------------------- |
|                        |                        | Schoten                |                        |                        |
|                        |                        |                        |                        |                        |
| Antwerpen              | Schilde                |                        |                        |                        |
|                        |                        |                        |                        |                        |
|                        |                        | Wommelgem              |                        |                        |

## Bezienswaardigheden

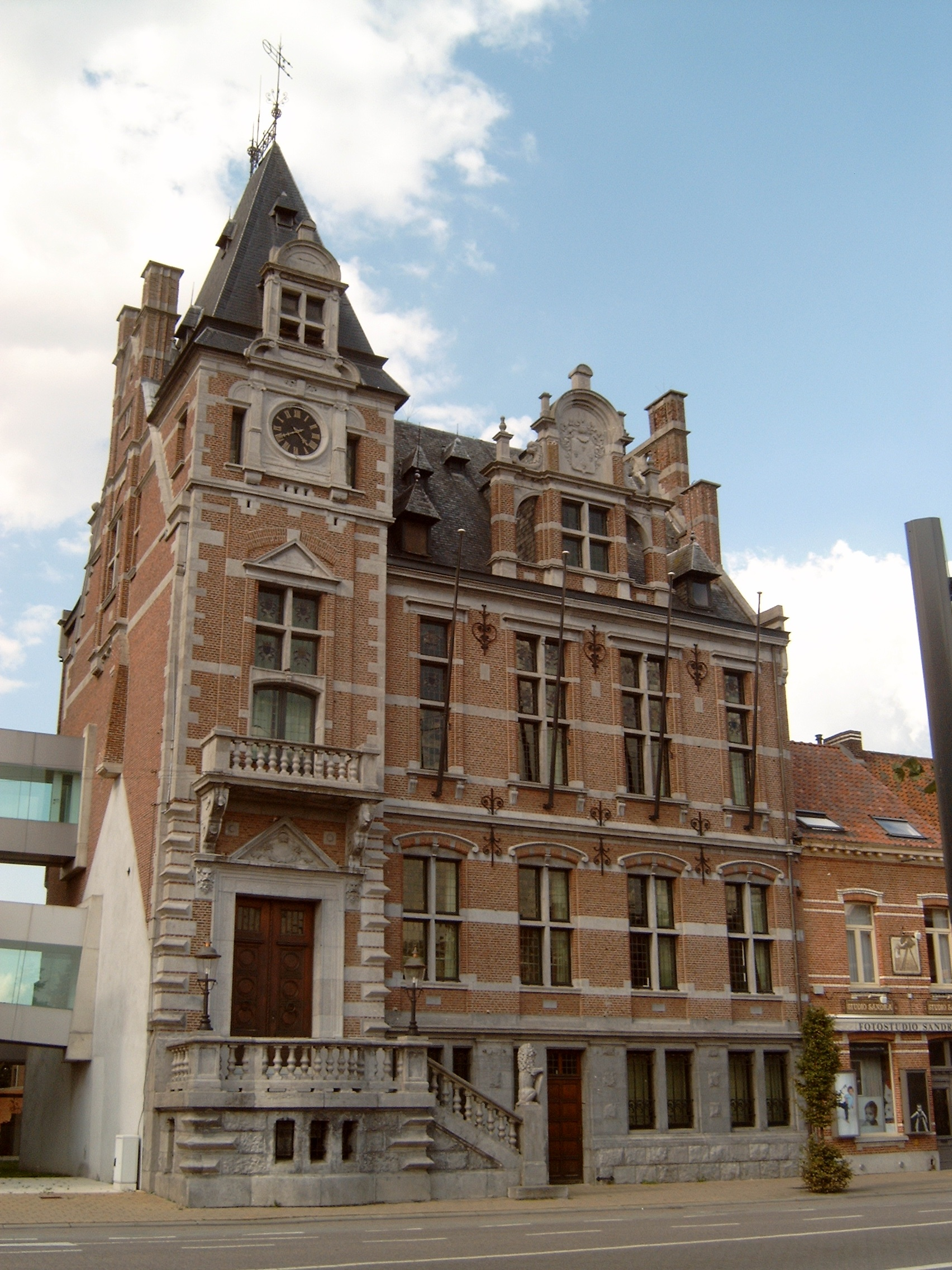
Gemeentehuis

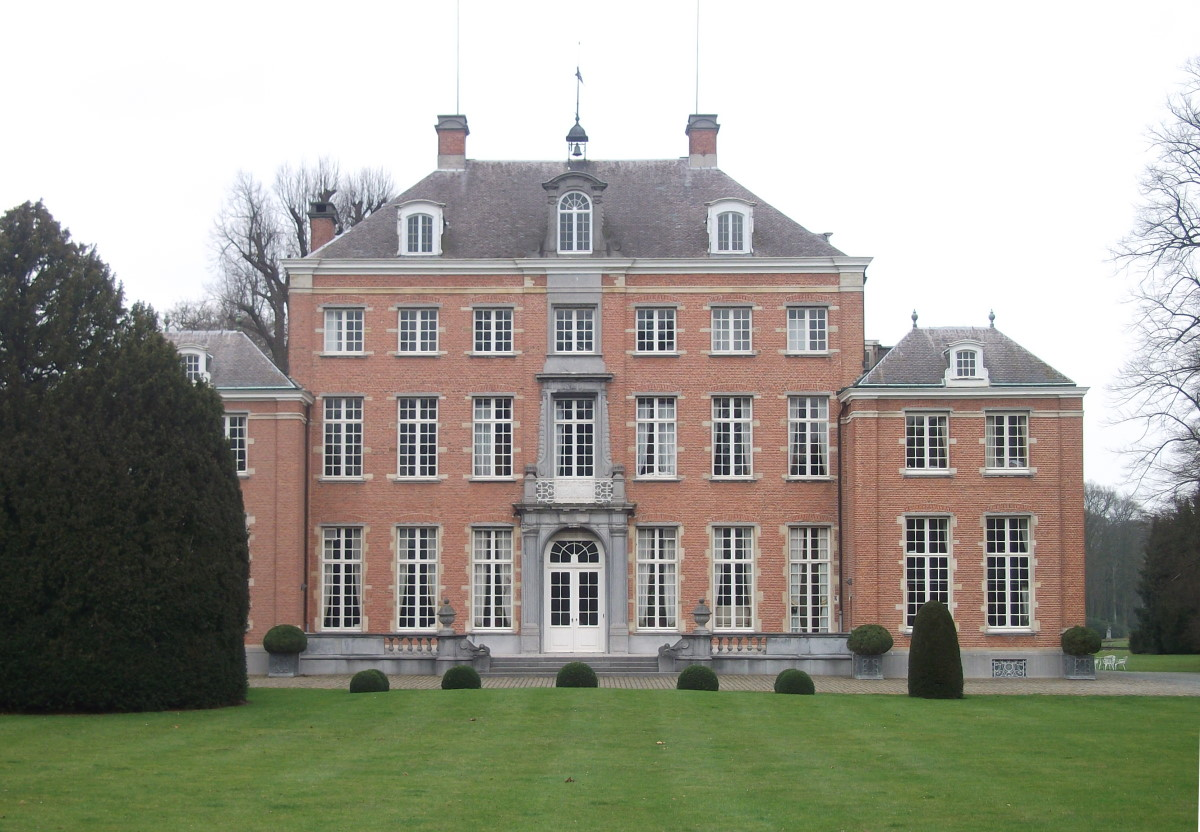
Kasteel Kijckuit

- Het gemeentehuis in neorenaissancestijl naar ontwerp van De Braey. Er worden tal van archeologische vondsten uit de Romeinse tijd tentoongesteld.
- Fort 1, onderdeel van de Stelling van Antwerpen
- Kasteel Kijckuit
- Kasteel Ertbrugge
- Kasteel Buyckhoeve
- Kasteel Pulhof
- Onze-Lieve-Vrouwekerk

## Natuur en landschap
Wijnegem ligt op een hoogte van 8 meter, tussen de valleien van het Groot Schijn en het Klein Schijn. Ook wordt het gebied doorsneden door het Albertkanaal. Natuurgebieden zijn de domeinen van enkele kastelen, en het natuurgebied Wijtschot dat zich voornamelijk in de aangrenzende gemeente Schoten bevindt.

## Demografie

### Demografische ontwikkeling
- Bronnen:NIS, Opm:1806 tot en met 1981=volkstellingen; 1990 en later= inwonertal op 1 januari

| Inwoners van jaar tot jaar op 1 januari 1992 tot heden | Inwoners van jaar tot jaar op 1 januari 1992 tot heden | Inwoners van jaar tot jaar op 1 januari 1992 tot heden |
| jaar                                                   | Aantal                                                 | Evolutie: 1992=index 100                               |
| ------------------------------------------------------ | ------------------------------------------------------ | ------------------------------------------------------ |
| 1992                                                   | 8.421                                                  | 100,0                                                  |
| 1993                                                   | 8.483                                                  | 100,7                                                  |
| 1994                                                   | 8.526                                                  | 101,2                                                  |
| 1995                                                   | 8.554                                                  | 101,6                                                  |
| 1996                                                   | 8.543                                                  | 101,4                                                  |
| 1997                                                   | 8.572                                                  | 101,8                                                  |
| 1998                                                   | 8.580                                                  | 101,9                                                  |
| 1999                                                   | 8.561                                                  | 101,7                                                  |
| 2000                                                   | 8.660                                                  | 102,8                                                  |
| 2001                                                   | 8.665                                                  | 102,9                                                  |
| 2002                                                   | 8.717                                                  | 103,5                                                  |
| 2003                                                   | 8.790                                                  | 104,4                                                  |
| 2004                                                   | 8.767                                                  | 104,1                                                  |
| 2005                                                   | 8.836                                                  | 104,9                                                  |
| 2006                                                   | 8.816                                                  | 104,7                                                  |
| 2007                                                   | 8.890                                                  | 105,6                                                  |
| 2008                                                   | 8.884                                                  | 105,5                                                  |
| 2009                                                   | 8.972                                                  | 106,5                                                  |
| 2010                                                   | 8.984                                                  | 106,7                                                  |
| 2011                                                   | 9.039                                                  | 107,3                                                  |
| 2012                                                   | 9.041                                                  | 107,4                                                  |
| 2013                                                   | 9.137                                                  | 108,5                                                  |
| 2014                                                   | 9.131                                                  | 108,4                                                  |
| 2015                                                   | 9.314                                                  | 110,6                                                  |
| 2016                                                   | 9.365                                                  | 111,2                                                  |
| 2017                                                   | 9.659                                                  | 114,7                                                  |
| 2018                                                   | 9.711                                                  | 115,3                                                  |
| 2019                                                   | 9.816                                                  | 116,6                                                  |
| 2020                                                   | 9.983                                                  | 118,5                                                  |
| 2021                                                   | 10.084                                                 | 119,7                                                  |
| 2022                                                   | 10.244                                                 | 121,6                                                  |
| 2023                                                   | 10.432                                                 | 123,9                                                  |
| 2024                                                   | 10.580                                                 | 125,6                                                  |
| 2025                                                   | 10.650                                                 | 126,5                                                  |

## Politiek

### Structuur
De gemeente Wijnegem maakt deel uit van het kieskanton Zandhoven, gelegen in het provinciedistrict Kapellen, het kiesarrondissement Antwerpen en ten slotte de kieskring Antwerpen.
| Wijnegem         | Wijnegem         | Supranationaal         | Nationaal                         | Nationaal           | Gemeenschap         | Gewest              | Provincie           | Arrondissement  | Provinciedistrict | Kanton          | Gemeente        |
| ---------------- | ---------------- | ---------------------- | --------------------------------- | ------------------- | ------------------- | ------------------- | ------------------- | --------------- | ----------------- | --------------- | --------------- |
| Administratief   | Niveau           | Europese Unie          | België                            | België              | Vlaanderen          | Vlaanderen          | Antwerpen           | Antwerpen       | Antwerpen         | Antwerpen       | Wijnegem        |
| Administratief   | Bestuur          | Europese Commissie     | Belgische regering                | Belgische regering  | Vlaamse regering    | Vlaamse regering    | Deputatie           | Deputatie       | Deputatie         | Deputatie       | Gemeentebestuur |
| Administratief   | Raad             | Europees Parlement     | Kamer van volksvertegenwoordigers | Vlaams Parlement    | Vlaams Parlement    | Vlaams Parlement    | Provincieraad       | Provincieraad   | Provincieraad     | Provincieraad   | Gemeenteraad    |
| Kiesomschrijving | Kiesomschrijving | Nederlands Kiescollege | Kieskring Antwerpen               | Kieskring Antwerpen | Kieskring Antwerpen | Kieskring Antwerpen | Kieskring Antwerpen | Antwerpen       | Kapellen          | Zandhoven       | Wijnegem        |
| Verkiezing       | Verkiezing       | Europese               | Federale                          | Federale            | Vlaamse             | Vlaamse             | Provincieraads-     | Provincieraads- | Provincieraads-   | Provincieraads- | Gemeenteraads-  |

### Geschiedenis

#### Lijst van burgemeesters
| Tijdspanne | Tijdspanne   | Burgemeester                     |
| ---------- | ------------ | -------------------------------- |
|            | 1795 - 1844  | Henri Aerts                      |
|            | 1848 - 1892  | Gustave Van Havre (LP)           |
|            | 1892 - 1914  | Hippoliet Meeus                  |
|            | 1914 - 1919  | Constant Ceulemans               |
|            | 1919 - 1934  | Georges van Havre                |
|            | 1934 - 1941  | Henri Saveniers                  |
|            | 1941 - 1944  | Frans Wuyts (VNV)                |
|            | 1944 - 1946  | Henri Saveniers                  |
|            | 1947 - 1976  | Theo Michielsens (CVP)           |
|            | 1977 - 1999  | Leo Nuyts (CVP)                  |
|            | 1999 - 2012  | Leo Carpentier ( CVP / CD&V)     |
|            | 2013 - 2021  | Ivo Wynants (N-VA)               |
|            | 2021 - 2024  | Leen Wouters (N-VA)              |
|            | 2024 - heden | Tom Tachelet (Dorpspartij durf!) |

#### Legislatuur 2013 - 2018
Burgemeester is Ivo Wynants (N-VA). Hij leidt een coalitie bestaande uit N-VA en DURF!. Samen vormen ze de meerderheid met 12 op 21 zetels.

#### Legislatuur 2019 - 2024
DURF! heeft zich opgesplitst in een Dorpspartij DURF! (dat samenwerken met de N-VA wilt verderzetten) en Groen (dat hier tegen is). N-VA en Dorpspartij DURF! vormden de meerderheid met 13 op 21 zetels. Burgemeester was Ivo Wynants (N-VA), tot hij in september 2021 werd opgevolgd door partijgenote Leen Wouters (N-VA).

#### Legislatuur 2024 - 2030
Burgemeester is Tom Tachelet (Dorpspartij DURF!). Hij leidt een coalitie bestaande uit Dorpspartij DURF! en N-VA. Beide partijen vormen de meerderheid met 12 op 21 zetels.

#### Resultaten gemeenteraadsverkiezingen sinds 1976
| Partij of kartel     | Partij of kartel                                   | 10-10-1976 | 10-10-1976 | 10-10-1982 | 10-10-1982 | 9-10-1988 | 9-10-1988 | 9-10-1994 | 9-10-1994 | 8-10-2000 | 8-10-2000 | 8-10-2006 | 8-10-2006 | 14-10-2012 | 14-10-2012 | 14-10-2018 | 14-10-2018 | 13-10-2024 | 13-10-2024 |
| Stemmen / Zetels     | Stemmen / Zetels                                   | %          | 19         | %          | 19         | %         | 19        | %         | 19        | %         | 19        | %         | 19        | %          | 21         | %          | 21         | %          | 21         |
| -------------------- | -------------------------------------------------- | ---------- | ---------- | ---------- | ---------- | --------- | --------- | --------- | --------- | --------- | --------- | --------- | --------- | ---------- | ---------- | ---------- | ---------- | ---------- | ---------- |
|                      | VU1/ VU&ID2/ N-VA3                                 | 25,721     | 5          | 20,071     | 4          | 17,611    | 3         | 5,191     | 0         | 5,222     | 0         | -         |           | 29,863     | 7          | 32,83      | 9          | 23,83      | 5          |
|                      | SP1/ SP-VLDA/ sp.a2                                | 20,081     | 3          | 18,221     | 3          | 23,561    | 4         | 19,011    | 4         | 24,47A    | 5         | 12,162    | 2         | 10,532     | 2          | 4,82       | 0          | -          |            |
|                      | PVV1/ VLD2/ SP-VLDA/ Open Vld3/ Wij voor WijnegemB | -          |            | 4,441      | 0          | -         |           | 10,42     | 2         | 24,47A    | 5         | 11,732    | 2         | 9,543      | 1          | 5,83       | 0          | 24,1B      | 5          |
|                      | CVP1/ CD&V2/ Wij voor WijnegemB                    | 54,201     | 11         | 46,031     | 11         | 45,141    | 10        | 31,581    | 8         | 31,211    | 7         | 31,002    | 6         | 18,042     | 4          | 11,52      | 2          | 24,1B      | 5          |
|                      | Agalev1 /DURF!2/ Dorpspartij DURF!3                | -          |            | 11,241     | 1          | 13,691    | 2         | 161       | 3         | 15,31     | 3         | 20,592    | 4         | 21,172     | 5          | 18,93      | 4          | 31,83      | 7          |
|                      | Groen4                                             | -          | 10,44      | 11,241     | 1          | 13,691    | 2         | 161       | 3         | 15,31     | 3         | 20,592    | 4         | 21,172     | 5          | 2          | -          |            |            |
|                      | Vlaams Blok1/ Vlaams Belang2                       | -          |            | -          |            | -         |           | 10,971    | 2         | 19,341    | 4         | 24,512    | 5         | 10,882     | 2          | 15,82      | 4          | 20,42      | 4          |
|                      | GEMBEL                                             | -          |            | -          |            | -         |           | 6,84      | 0         | 4,46      | 0         | -         |           | -          |            | -          |            | -          |            |
| Totaal stemmen       | Totaal stemmen                                     | 6054       | 6054       | 5940       | 5940       | 6021      | 6021      | 5905      | 5905      | 6037      | 6037      | 6441      | 6441      | 6432       | 6432       | 6775       | 6775       | 4605       | 4605       |
| Opkomst %            | Opkomst %                                          |            |            |            |            | 93,38     | 93,38     | 90,39     | 90,39     | 90,35     | 90,35     | 91,82     | 91,82     | 88,86      | 88,86      | 90,2       | 90,2       | 58,6       | 58,6       |
| Blanco en ongeldig % | Blanco en ongeldig %                               | 4,64       | 4,64       | 4,73       | 4,73       | 5,03      | 5,03      | 4,44      | 4,44      | 4,16      | 4,16      | 3,35      | 3,35      | 7 2,67     | 7 2,67     | 3,0        | 3,0        | 0,8        | 0,8        |

De zetels van de gevormde coalitie staan vetjes. De grootste partij is in kleur.

## Economie

### Verleden
- Stokerij Meeus

### Heden
Wijnegem maakt deel uit van het Economisch Netwerk Albertkanaal. Tevens is Wijnegem Shopping Center, een groot winkelcentrum, er gevestigd.

## Sport
- Wijnegem VC, een voetbalclub actief in de 3de Provinciale Antwerpen

## Transport

### Openbaar vervoer
Wijnegem wordt ontsloten door de Antwerpse tramlijnen 5 en 10, die sinds 2012 Wijnegem verbinden met het stadscentrum van Antwerpen. Terwijl tramlijn 10 de Turnhoutsebaan volgt door Deurne tot de grens van Borgerhout, de oude route van buurtspoorweg 41 volgend, tot ze daar de Antwerpse premetro in duikt richting Schoonselhof, maakt tramlijn 5 een omweg langs Deurne-Noord om aan het Sportpaleis de Antwerpse premetro in te duiken, onder de Schelde door tot de terminus op Linkeroever.
Tram 10 volgt zo grotendeels de route van de eerste buurtspoorlijn in de provincie Antwerpen, van Antwerpen (Turnhoutse Poort) naar Wijnegem (vaart), die op 15 augustus 1885 werd geopend. Op 20 september van datzelfde jaar volgde de rest van de lijn naar Oostmalle en Hoogstraten en een jaar later bereikte de lijn Turnhout. Op 7 juni 1926 werd de buurtspoorweglijn geëlektrificeerd tot Schilde, in 1941 volgde de rest tot Turnhout. Op 26 mei 1962 reed de buurtspoorwegtram voor laatst in Wijnegem, maar vijftig jaar rijdt er dus weer een tram op dat traject van Wijnegem naar Antwerpen. Oorspronkelijk was het de bedoeling om de tram door Wijnegem te verlengen tot Schilde, maar dat is via de vernieuwde brug over het Albertkanaal die geen tramverkeer toelaat uitgesloten.
Naast de beide tramlijnen kent Wijnegem ook een uitgebreid busnetwerk, met als stamlijnen de lijnenbundel 410/411/412/414, de opvolgers van de vroegere buurtspoorweglijn 41, die Antwerpen via Wijnegem verbinden met Turnhout, Zandhoven en Sint-Job-in-'t-Goor. Buslijn 413 is een variant die het noorden van de gemeente aandoet en daarna lijn 410 vervoegt tot Oostmalle. Naast die oost-westverbinding zijn er ook bussen naar het zuiden (lijnen 140/141 van Wijnegem naar Hoboken) en het noorden (lijn 780 naar Zandvliet).

### Wegennetwerk
Wijnegem wordt doorsneden door de oude Turnhoutsebaan, die binnen de gemeentegrenzen als N112 genummerd is sinds de aanleg van de omleidingsweg Houtlaan. Die laatste neemt nu de grootste stroom doorgaand verkeer van Antwerpen naar Schilde op zich, en kreeg daarom ook het wegnummer N12 over van de oude weg. De andere gewestwegen die door de gemeente lopen zijn de R11 (een klein stuk in het westen) en de N120, die het Schijnpoort via de industriegebieden in het uiterste noorden van Deurne en het uiterste zuiden van Schoten verbindt met Wijnegem-centrum. De Krijgsbaan (R11) heeft alle dagen wel met file te maken, richting Wommelgem rond punt en aan de andere kant richting Shopping Center en zo naar Schilde naar de Houtlaan.

### Waterwegennetwerk
Wijnegem ligt ook aan het Albertkanaal, met een sluizencomplex aan de brug van de Turnhoutsebaan over dit kanaal. Enkele meters van de gemeentegrens met Schoten komt het Kanaal Dessel-Turnhout-Schoten uit in het Albertkanaal.

## Bekende inwoners
- Constantin Joostens (1804-1870), politicus
- Gustave van Havre (1817-1892), politicus
- Karel Verbist (1883-1909), wielrenner; Belgisch kampioen in 1908 en 1909
- Isidore Vignol (1889-?), atleet
- Paul Van Hoeydonck (1925-2025), kunstenaar
- Jan Bosschaert (1957), tekenaar
- Evert Venema, radiomaker
- Sugar Jackson (1981), voormalig bokser

## Nabijgelegen kernen
Deurne, Schoten, Wommelgem, Schilde